# Arcelia Ramírez
Arcelia Ramírez Coria (Ciudad de México, 7 de diciembre de 1967), conocida como Arcelia Ramírez, es una primera actriz mexicana de cine, teatro y televisión, reconocida por las películas La Civil, Cilantro y Perejil, Perfume de violetas, La mujer de Benjamín, La calle de la amargura y El secreto de Romelia.
Ha sido nominada ocho veces al Premio Ariel, reconocimiento que obtuvo 2 veces; en 2023 en la categoría de Mejor Actriz: por La Civil y en 2001 en la categoría de Mejor coactuación femenina en Perfume de violetas (Nadie te oye).

## Biografía y trayectoria
Arcelia Ramírez Coria nació en la Ciudad de México el 7 de diciembre de 1967, y es egresada del Centro Universitario de Teatro de la UNAM. Tuvo su debut en cine en la película El centro del laberinto (1985), dirigida por Manuel López Monroy, mientras que en televisión su primera participación fue en la serie de horror La hora marcada (1988). En teatro, ha participado en obras como La pasión de Pentesilea, La séptima morada, El cabllero de Olmedo, y, en 2023, en la adaptación de Arthur Miller Todos eran mis hijos, producido para La Gruta por Marla Almaraz.
Vivió en París entre 2007 y 2011, periodo en el que mantuvo su ritmo de trabajo en México con cintas como Las razones del corazón, de Arturo Ripstein, y Cómo no te voy a querer, de Víctor Avelar. Tras volver a México, participó en la obra de teatro Incendios, de Wadji Mouawad.
En 2021, Ramírez asistió al Festival de Cine de Cannes para presentar el filme La civil, ópera prima de la directora belga-rumana Teodora Mihai. Tras la proyección, el 10 de julio en la Sala Debussy, Ramírez recibió una ovación de ocho minutos con el público de pie.

## Filmografía
| Año  | Título                            | Rol                     | Notas                    |
| ---- | --------------------------------- | ----------------------- | ------------------------ |
| 2025 | Cocodrilos                        | Elena                   |                          |
| 2024 | Un susurro, comienza un incendio  | Olivia                  | Cortometraje             |
| 2024 | Aquí estoy                        |                         | Cortometraje             |
| 2024 | Un cuento de circo & a love song  | Valentina               |                          |
| 2023 | Pole dance                        | Lupe                    |                          |
| 2023 | Lluvia                            | Sofía                   |                          |
| 2023 | Todo el silencio                  | Claudia                 |                          |
| 2023 | Journey                           | Petra                   |                          |
| 2023 | Volveré                           | Julia                   |                          |
| 2022 | Ojos que no ven                   | Elena                   |                          |
| 2022 | El sueño de ayer                  |                         |                          |
| 2022 | Háblame de ti                     | Laura                   |                          |
| 2022 | Yo, Fausto                        | Gilda                   |                          |
| 2021 | La Civil                          | Cielo                   |                          |
| 2021 | La boca del diablo                | Mamá de Daniel          | Cortometraje             |
| 2020 | Te llevo conmigo                  | Magda                   |                          |
| 2019 | Reina                             | Madre                   | Cortometraje             |
| 2019 | Unas ruinas                       | Ofelia                  | Cortometraje             |
| 2019 | Díaz                              | Zoraida                 | Cortometraje             |
| 2019 | Una familia con madre             | Pita                    |                          |
| 2018 | Nadie sabrá nunca                 | Berta                   |                          |
| 2017 | Verónica                          | La psicóloga            |                          |
| 2017 | De familia                        | Madre                   | Cortometraje             |
| 2016 | Fisuras                           | Leticia                 | Cortometraje             |
| 2015 | Mientras duermo                   |                         | Cortometraje             |
| 2015 | Sopladora de hojas                |                         |                          |
| 2015 | La calle de la amargura           | Zema                    |                          |
| 2014 | Los bañistas                      | Esposa de Martín        |                          |
| 2014 | Las horas contigo                 | Isabel                  |                          |
| 2013 | Jirón de niebla                   | Irasema                 |                          |
| 2013 | Los fabulosos 7                   | Silvia                  |                          |
| 2013 | Guten Tag, Ramón                  | Rosa                    |                          |
| 2013 | No se aceptan devoluciones        | Judeisy                 |                          |
| 2013 | Potosí                            | Estela                  |                          |
| 2013 | Las búsquedas                     | Mujer                   |                          |
| 2012 | Lalo & Santaclós                  | Vecina                  | Cortometraje             |
| 2011 | Las razones del corazón           | Emilia                  |                          |
| 2011 | Entre la noche y el día           | Gaby                    |                          |
| 2010 | Rock Marí                         | Elea                    |                          |
| 2009 | Ícara                             | Marisol                 | Cortometraje             |
| 2009 | El que habita las alturas         | María                   | Película para televisión |
| 2009 | Señora pájaro                     |                         | Cortometraje             |
| 2009 | La cena                           |                         | Cortometraje             |
| 2008 | Cómo no te voy a querer           | Madre de Hugo           |                          |
| 2008 | El viaje de Teo                   | María                   |                          |
| 2007 | El brassier de Emma               | Amparo                  |                          |
| 2006 | La caja de Yamasaki               |                         | Cortometraje             |
| 2006 | La última mirada                  | Hermana Irma            |                          |
| 2006 | La niña en la piedra              | Alicia                  |                          |
| 2006 | Sexo, amor y otras perversiones   | Mercedes                | Segmento 1: La llamada   |
| 2005 | Interior                          | María                   | Cortometraje             |
| 2003 | Si un instante                    | Estela                  | Cortometraje             |
| 2003 | Zurdo                             | Martina                 |                          |
| 2002 | Malos presagios                   |                         | Cortometraje             |
| 2002 | ¿De qué lado estás?               |                         |                          |
| 2001 | Escrito en el cuerpo de la noche  |                         |                          |
| 2001 | Nadie te oye: Perfume de violetas | Alicia, madre de Miriam |                          |
| 2000 | Juegos bajo la luna               | Carmen Luisa            |                          |
| 2000 | Crónica de un desayuno            | Yolanda                 |                          |
| 2000 | En un claroscuro de la luna       | Ana                     |                          |
| 2000 | Sofía                             | Sor Juana               |                          |
| 2000 | Así es la vida                    | Julia                   |                          |
| 1999 | Brisa de Navidad                  | Madre                   | Cortometraje             |
| 1999 | El cometa                         | Cordelia                |                          |
| 1999 | Reclusorio III                    |                         |                          |
| 1998 | Rizo                              | Lucía, Sandra           |                          |
| 1996 | Cuarto oscuro                     |                         | Cortometraje             |
| 1996 | La última llamada                 | Leticia                 |                          |
| 1996 | Cilantro y perejil                | Susana Limón            |                          |
| 1994 | El tesoro de Clotilde             | Lupita                  |                          |
| 1993 | El triste juego del amor          | Aurora                  |                          |
| 1993 | La última batalla                 | Mamá de Beto            |                          |
| 1992 | Mi primer año                     |                         | Cortometraje             |
| 1992 | Serpientes y escaleras            | Valentina               |                          |
| 1992 | Como agua para chocolate          | Lucía Brown, bisnieta   |                          |
| 1991 | Agonía                            |                         | Cortometraje             |
| 1991 | Con el amor no se juega           | Susana                  |                          |
| 1991 | Ciudad de ciegos                  | Mara                    |                          |
| 1991 | La mujer de Benjamín              | Natividad               |                          |
| 1990 | El espejo de dos lunas            | Susana                  | Cortometraje             |
| 1990 | Ceremonia                         |                         | Cortometraje             |
| 1988 | El secreto de Romelia             | Romelia joven           |                          |
| 1987 | En un bosque de la China          |                         | Cortometraje             |
| 1985 | El centro del laberinto           |                         |                          |

| Año  | Título                             | Rol                     | Notas         |
| ---- | ---------------------------------- | ----------------------- | ------------- |
| 2025 | Regalo de amor                     | Emma Torres de Morales  |               |
| 2023 | Vencer la culpa                    | Inés Durán              | 1 episodio    |
| 2023 | El amor invencible                 | Dra. Consuelo Domínguez | 76 episodios  |
| 2022 | Mujeres asesinas                   | Tere                    | 1 episodio    |
| 2022 | Un extraño enemigo                 | Adela                   | 4 episodios   |
| 2021 | Vencer el pasado                   | Inés Durán              | 1 episodio    |
| 2020 | Vencer el miedo                    | Inés Durán              | 47 episodios  |
| 2019 | El club                            | María                   | 25 episodios  |
| 2018 | El señor de los cielos             | Elvira Mendivil         | 3 episodios   |
| 2018 | Hijas de la luna                   | Margarita               | 78 episodios  |
| 2017 | El vato                            | Doña Eli                | 17 episodios  |
| 2017 | El Chema                           | Elvira Mendivil         | 77 episodios  |
| 2016 | Sin rastro de ti                   | Gloria Miller           | 16 episodios  |
| 2016 | Por siempre Joan Sebastian         | Leticia 'Lety' González | 9 episodios   |
| 2016 | Juana Inés                         | Juana Inés de Asbaje    | 6 episodios   |
| 2016 | Un camino hacia el destino         | Maribel                 |               |
| 2014 | El color de la pasión              | Sara                    | 92 episodios  |
| 2014 | Dos Lunas                          | Dra. Lisa Cabrera       | 11 episodios  |
| 2014 | Camelia la Texana                  | Ignacia La Nacha        | 17 episodios  |
| 2004 | Tan infinito como el desierto      |                         | 3 episodios   |
| 2003 | Dos chicos de cuidado en la ciudad | Claudia                 | 160 episodios |
| 2000 | La calle de las novias             | Emilia Mendoza          | 3 episodios   |
| 1999 | Mujer, casos de la vida real       | Licia Suárez            | 8 episodios   |
| 1997 | La jaula de oro                    | Martha                  |               |
| 1997 | Pueblo chico, infierno grande      | Ignacia Rentería        | 1 episodio    |
| 1993 | Más allá del puente                | Carolina                | 3 episodios   |
| 1992 | De frente al sol                   | Carolina                | 98 episodios  |
| 1989 | Mi segunda madre                   | Alma                    | 1 episodio    |
| 1988 | La hora marcada                    | Joven                   | 2 episodios   |

## Premios y reconocimientos
En 2023, en el marco del Festival Internacional de Cine de Guadalajara, recibió el Premio Mayahuel de Plata en homenaje a su trayectoria. Durante ese mismo festival, se presentó el libro "Arcelia Ramírez, así es la vida", editado por Roberto Fiesco, director de cine, en el que se explora la vida y trayectoria de la actriz.
| Año  | Premio                                       | Categoría                  | Película                           | Resultado |
| ---- | -------------------------------------------- | -------------------------- | ---------------------------------- | --------- |
| 2023 | Premios Ariel                                | Mejor actriz               | La civil                           | Ganadora  |
| 2018 | Premios Ariel                                | Mejor actriz               | Verónica                           | Nominada  |
| 2017 | Premios Ariel                                | Mejor actriz de cuadro     | Jirón de niebla                    | Nominada  |
| 2014 | Premios Ariel                                | Mejor actriz               | Potosí                             | Nominada  |
| 2003 | Premios Ariel                                | Mejor coactuación femenina | Francisca (...de qué lado estás?)  | Nominada  |
| 2001 | Premios Ariel                                | Mejor coactuación femenina | Perfume de violetas (Nadie te oye) | Ganadora  |
| 2000 | Premios Ariel                                | Mejor actriz               | En un claroscuro de luna           | Nominada  |
| 1997 | Premios Ariel                                | Mejor actriz               | Cilantro y perejil                 | Nominada  |
| 2020 | Premios TVyNovelas                           | Mejor primera actriz       | Vencer el miedo                    | Ganadora  |
| 1994 | Premios TVyNovelas                           | Mejor actriz joven         | Más allá del puente                | Nominada  |
| 1993 | Premios TVyNovelas                           | Mejor debut                | De frente al sol                   | Ganadora  |
| 2000 | Festival de La Habana                        | Mejor actriz               | Así es la vida                     | Ganadora  |
| 2000 | Muestra de Cine Latinoamericano de Lérida    | Mejor actriz               |                                    | Ganadora  |
| 2023 | Premios CANACINE                             | Mejor actriz               | La civil                           | Ganadora  |
| 2023 | Premios CANACINE                             | Mejor actriz               | Ojos que no ven                    | Nominada  |
| 2017 | Premios CANACINE                             | Mejor actriz               | Verónica                           | Nominada  |
| 2014 | Festival Internacional de Cine de Hermosillo | Mejor actriz               | Potosí                             | Ganadora  |